# Frank Forst
Frank Forst (* 1969 in Aalen) ist Professor für Fagott an der Hochschule für Musik Franz Liszt in Weimar.
Forst erhielt mit elf Jahren ersten Fagottunterricht und war bis 1989 Schüler Gerhard Hases in Stuttgart. 1987 gewann er beim Bundeswettbewerb Jugend musiziert den ersten Preis.
1989–1992 folgte ein Studium an der Musikhochschule Hannover bei Klaus Thunemann. 1991 wurde Forst bei dem internationalen Musikwettbewerb Prager Frühling ausgezeichnet und erhielt ein Stipendium des Deutschen Musikwettbewerbs mit anschließender Aufnahme in die Bundesauswahl Konzerte Junger Künstler. Von 1990 bis 1992 war er Mitglied der Jungen Deutschen Philharmonie.
Er war von 1992 bis 2003 Solofagottist beim Berliner Sinfonie-Orchester und von 1996 bis 2003 Assistent von Klaus Thunemann in Berlin. Seit 1997 ist er zusätzlich Solofagottist der Camerata Salzburg. Mit Beginn des Wintersemesters 2003/04 wurde er zum Professor der Hochschule für Musik Franz Liszt Weimar ernannt.
Forst ist unter anderem als Solist mit Orchestern wie dem Berliner Sinfonie-Orchester, der Camerata Salzburg, dem Philharmonischen Orchester Bremen, der Staatsphilharmonie Rheinland-Pfalz, der Nordwestdeutschen Philharmonie, der Camerata Europaea und dem Neuen Berliner Kammerorchester aufgetreten.
Er unterrichtet bei Meisterkursen in Ländern wie Deutschland, Japan, den USA, Russland, China, Taiwan, Spanien, Griechenland, Ungarn und Luxemburg.
Komponisten wie Leo Eylar, Peter Hope und Martin Peter haben ihm und seiner Frau Yukiko Sano mehrere Kompositionen gewidmet.
Seit mehreren Jahren beschäftigt er sich auch intensiv mit historischer Spielpraxis und spielt Dulcian, Barockfagott, klassisches und romantisches Fagott.
Er ist Mitglied des Linos Ensembles, des Thüringer Bach Collegiums und des Ensemble of Tokyo.

## CD
- Frank Forst und Yukiko Sano – Fagott und Klavier. Hurlstone, Lachner, Schreck, Spohr, Eylar, Animato, 2010 ACD 6116